# Silnice II/486
Silnice II/486 je silnice II. třídy, která vede z Krmelína do Kopřivnice. Je dlouhá 18,6 km. Prochází jedním krajem a dvěma okresy.

## Vedení silnice

### Moravskoslezský kraj, okres Frýdek-Místek
- Krmelín (křiž. I/58, III/4841)
- Brušperk (křiž. III/48615, III/4807)
- Fryčovice (křiž. III/4845)
- Rychaltice (křiž. D48, I/48, II/648)
- Dolní Sklenov (křiž. III/4861)
- Hukvaldy (křiž. III/4863)
- Horní Sklenov

### Moravskoslezský kraj, okres Nový Jičín
- Mniší
- Vlčovice (křiž. I/58)